# Santos Blázquez
Santos Blázquez (1525- ?) fue un militar y político de origen español, partícipe de la conquista del Tucumán a mediados del siglo XVI, en el actual territorio de la República Argentina.

## Biografía
Nacido en 1525, llegó al Tucumán con Juan Núñez de Prado y lo acompañó en las tres fundaciones de El Barco. Luego acompañó a Francisco de Aguirre en la fundación de Santiago del Estero y en la pacificación de los calchaquíes, salavinas y sanavirones que estaban en guerra. Luego, con Juan Pérez de Zurita, estuvo en las fundaciones de Córdoba de Calchaquí y Cañete. Posteriormente, acompañó a Hernán Mejía de Mirabal cuando éste prendió al cacique  Chumbicha. 
Durante la gobernación de Gregorio de Castañeda, se vio hostilizado por él y cuando aquel abandonó la provincia, fue uno de los que la defendió con más ahínco del asedio al que la sometieron los indígenas. 
Fue alcalde ordinario durante el gobierno de Diego Pacheco, en 1567. Estuvo en la fundación de Nuestra Señora de Talavera y en la pacificación de los aborígenes de Esteco, con Juan Gregorio Bazán. Tuvo malas relaciones con el gobernador Gonzalo de Abreu y Figueroa, tanto que en una de las expediciones al Calchaquí, junto con tres capitanes, lo dejaron en la quebrada y regresaron a Santiago del Estero.